# Застава М808
Застава М808 је карабин произведен у Застави оружје.

## Карактеристике
Цијев ове пушке одликује тачност и прецизност, израђена је методом хладног ковања од хром-ванадијум челика. Метални дијелови су фино одрађени и имају заштиту који не одбија свјетлост. Сандук оружја је полигоналног обилка и има Пикатини шину. Шина обезбјеђује ниску монтажу оптичко-електронских уређаја, а њиховом употребом се повећавају тачност и прецизност оружја. Склоп цијев-сандук обезбјеђује континуирано кретање затварача при репетирању. Карабин има механичку кочницу. Оквир је направљен од полимера који је одвојив. Кундак је израђен од ораховог дрвета.

## Техничке карактеристике
Техничке карактеристике ове пушке су:
| Калибар        | Капацитет | Маса | Дужина оружја | Дужина цијеви |
| -------------- | --------- | ---- | ------------- | ------------- |
| .22 - 250 Rem. | 5+1       | 3,95 | 1194          | 650           |
| 6 mm Rem.      | 5+1       | 3,95 | 1194          | 650           |
| 6.5 x 57       | 5+1       | 3,95 | 1194          | 650           |
| 7 x 57         | 5+1       | 3,95 | 1194          | 650           |
| 8 x 57 JS      | 5+1       | 3,95 | 1194          | 650           |
| 6.5x55 SE      | 5+1       | 3,95 | 1194          | 650           |
| 243 Win.       | 4+1       | 3,95 | 1194          | 650           |
| .264 Win.Mag   | 3+1       | 3,95 | 1194          | 650           |
| .270 Win       | 5+1       | 3,95 | 1194          | 650           |
| .30-06 Spring. | 5+1       | 3,95 | 1194          | 650           |
| .25-06         | 5+1       | 3,95 | 1194          | 650           |
| .308 Win       | 5+1       | 3,95 | 1194          | 650           |
| 7mm Rem Mag    | 5+1       | 3,95 | 1194          | 650           |
| .300 Win Mag   | 5+1       | 3,95 | 1194          | 650           |
| 9.3x62         | 5+1       | 3,95 | 1194          | 650           |
| .458 Win.Mag   | 5+1       | 3,95 | 1194          | 650           |
| 7 mm-08 Rem.   | 5+1       | 3,95 | 1194          | 650           |